# Haliclona odessana
Haliclona odessana är en svampdjursart som först beskrevs av Kudelin 1910.  Haliclona odessana ingår i släktet Haliclona och familjen Chalinidae.
Artens utbredningsområde är Svarta Havet. Inga underarter finns listade i Catalogue of Life.